# Diepert
Diepert is een zeer kleine nederzetting in de Belgische Eifel, die uit slechts één huis met twee inwoners bestaat (per 31 december 2016) en behoort tot de gemeenschap Burg-Reuland in de Duitstalige Gemeenschap.

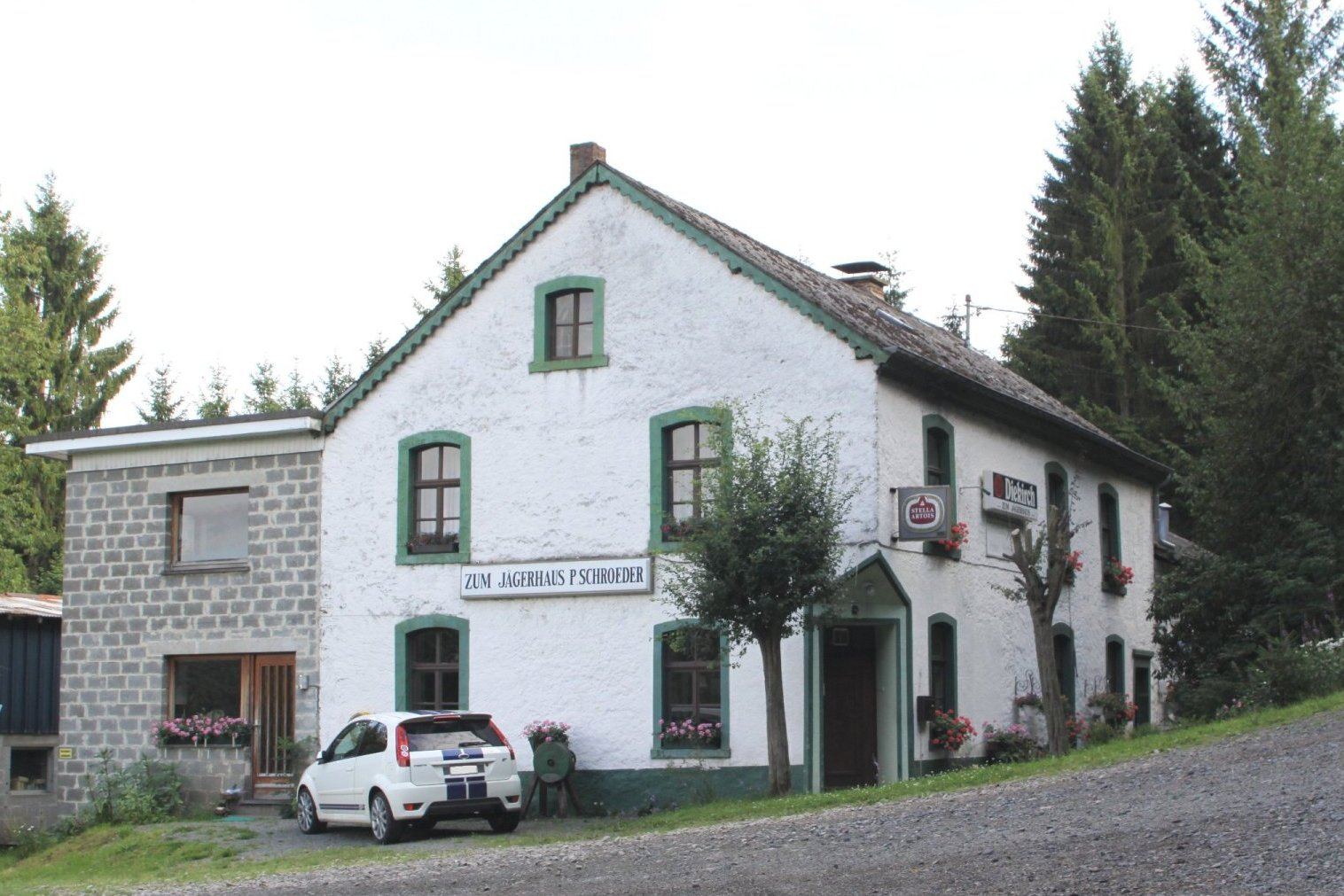
Diepert, Augustus 2010

## Ligging
Diepert ligt op een heuvel direct aan de Duitse grens in het Ourdal, een paar kilometer ten zuiden van het dorp Weweler en een paar kilometer ten oosten van het dorp Stoubach.

## Geschiedenis
Het enige huis in Diepert is het Gasthof Zum Jägerhaus, dat al drie generaties in het bezit is van de familie Schröder. In 1925 moest de toenmalige herbergier Peter Schröder kiezen tussen Belgisch en Duits staatsburgerschap, terwijl de grens dwars door zijn huis liep. Om praktische redenen koos hij voor het Belgisch staatsburgerschap, aangezien het dichtstbijzijnde treinstation op dat moment op Belgisch grondgebied in Burg-Reuland lag. Sindsdien loopt de grens door het huis en doorkruist de moestuin. Desondanks ontvangt Diepert nog steeds elektriciteit en water uit Duitsland, terwijl de telefoonlijn werd gelegd door het Belgische telefoonbedrijf Belgacom. De herberg is sinds 1 januari 2005 gesloten.
Deelgemeenten: Reuland · Thommen

Overige kernen: Aldringen · Alster · Auel · Bracht · Braunlauf · Diepert · Dürler · Espeler · Grüfflingen · Koller · Lascheid · Lengeler · Maldingen · Malscheid · Maspelt · Oberhausen · Oudler · Ouren · Richtenberg · Steffeshausen · Stoubach · Weidig · Weisten · Weweler

Belgische gemeenten · Duitstalige Gemeenschap · Arrondissement Verviers · Luik · Wallonië